# WX04K
WX04K (ダブリューエックス ゼロヨンケー)は、京セラによって開発された、ワイモバイル（旧ウィルコム）のAndroid搭載PHS/3Gデュアルモード対応端末である。愛称はDIGNO DUAL(ディグノ デュアル)。
「Y!mobile」へのブランド移行後も、本端末は従来のウィルコムブランドのままで販売されていた。

## 概要
ウィルコムブランドとしては初となるAndroid搭載スマートフォンであり、初期型はNTTドコモ、後期型はソフトバンクモバイルの3G網（WILLCOM CORE 3G）を利用した音声通話及びデータ通信（ULTRA SPEED・HSPA+規格）を行うことが可能である。ただし、プラチナバンドには対応していない。
OSはAndroid 2.3.4だが、2013年4月11日にAndroid 4.1へのアップデートが開始された。
おサイフケータイおよびテザリングには対応していない。
音声通話は、PHSとソフトバンクモバイルのMVNOによる回線の両方が利用可能（だれとでも定額はPHS部分からの発信の場合にのみ対応）で、二つの電話番号が付与される。また、PHS及び3G回線用の電話番号はMNPを利用できる。ソフトバンクモバイルから本機の3G回線宛に発信した場合には、ソフトバンク同士の通話とみなされるためにホワイトプランの無料通話対象となる（本機のPHS、3G回線からソフトバンク宛発信の場合はその限りではない）。なお、Y!mobileブランドに移行後のスマホプランに変更すれば、3G番号からもだれとでも定額相当のサービスが受けられる(2015年10月以降は、旧契約からのスマホプラン変更は不可となっている)。
データ通信については、WILLCOM CORE 3Gによるもののみに対応する。端末およびネットワークの仕様上の都合から、従来のソフトバンクブランドによる端末で使えた"softbank.ne.jp"およびウィルコムの回線で利用可能な"(xx.)pdx.ne.jp"ないしは"willcom.com"のいずれも利用できず、本端末に利用できるプラン専用のメールドメインである、"wcm.ne.jp"を利用する。従って、ライトメールの利用は不可だが、SBM網を利用したSMSとMMSを利用することは可能。なお本機種に変更した場合でも、従来のメールアドレスは消滅するわけではないので、転送サービスを利用して旧メールアドレス宛のメールを受信することは可能である。本機からはオンラインサインアップへのアクセスはできないが、My WILLCOMにてメール転送設定の変更が可能である。
以上のような体系を採っているのは、スマートフォンを使いたいが、ウィルコムの定額プランである「だれとでも定額」も併せて使いたいユーザーを取り込むため。
なお、ウィルコムブランドの端末としては初めて緊急地震速報に対応しているが、WILLCOM CORE 3Gで対応する形となるため、自社対応ではない。また、緊急速報メール関連の対応は発売時点では予定されていなかったが、緊急速報メールは2012年9月4日公開のアップデートで対応された。

## 沿革
- 2012年5月29日 - ウィルコムおよびソフトバンクモバイルより発表。
- 2012年6月1日 - 予約受付開始
- 2012年6月21日 - 発売
- 2013年3月7日 - 4月中旬を目処にAndroid 4.1を提供すると発表。[4]
- 2013年4月11日 - Android 4.1へのアップデートを開始[5]。

## アップデート
- 2012年8月9日 - ソフトウェア更新。バージョン(ビルド番号):
動作の安定性を向上。
- 2012年9月4日 - ソフトウェア更新。バージョン(ビルド番号):146.2.0000
緊急速報メールへの対応、既存の「緊急地震速報アプリ」が「緊急速報メールアプリ」に変更。非対応のmicroSDXCカードを利用するとカード内のデータが破損してしまう事象への対処。動作安定性の向上。
- 2013年3月13日 - ソフトウェア更新。バージョン(ビルド番号):147.2.0000
「緊急速報メール」アプリ起動時に「ホームキー」押下にてホーム画面に戻り、画面が消灯されると、緊急速報メールを受信した際に警告音の鳴動時間が1秒弱となる事象の改善。緊急速報メール受信メッセージ一覧画面の表示後に、緊急速報メールを受信した場合、ポップアップ表示がされない場合がある事象の改善。
- 2013年4月11日 - メジャーアップデート。バージョン(ビルド番号):324.5.0000
Android 4.1へのアップデート。
- 2013年8月6日 - ソフトウェア更新。バージョン(ビルド番号):325.3.0000
一部のHTMLメールが開けない問題を修正。動作の安定性を向上。
- 2014年5月27日 - ソフトウェア更新。バージョン(ビルド番号):326.0.0000
OpenSSL脆弱性問題の対応。